# Synagoga Pinkusa we Wrocławiu (ul. Pawłowa 25)
Synagoga Pinkusa we Wrocławiu – nieistniejąca prywatna synagoga, która znajdowała się we Wrocławiu, przy ulicy Pawłowa 25.
Synagoga została założona w 1889 roku, z inicjatywy niejakiego Pinkusa. W 1911 roku synagoga została przeniesiona do nowej siedziby przy ulicy Lubuskiej 45.